# Jochen Lerche
Jochen Lerche (häufig Joachim Lerche; * 1973) ist ein ehemaliger deutscher Ruderer, der 1995 Weltmeister mit dem Achter war.

## Sportliche Karriere
Bei den Junioren-Weltmeisterschaften 1991 belegte Lerche mit dem Vierer ohne Steuermann den dritten Platz. 1994 gewann der Ruderer vom Münchener Ruder-Club von 1880 im Vierer mit Steuermann (Wolfram Huhn, Henrik Loth, Ingmar Guhl, Jochen Lerche und Steuermann Rico Bräutigam) den Titel bei den deutschen Meisterschaften.
Bei den Deutschen Meisterschaften 1995 siegten im Achter Ingmar Guhl, Colin von Ettingshausen, Matthias Ungemach, Mark Kleinschmidt, Frank Richter, Ike Landvoigt, Jochen Lerche, Dieter Sator und Steuermann Guido Groß. Für die Weltmeisterschaften in Tampere wurde das Boot aus den beiden erstplatzierten Booten der Deutschen Meisterschaften zusammengesetzt. Zu Frank Richter, Ike Landvoigt, Dieter Sator und Jochen Lerche aus dem Meisterboot rückten Detlef Kirchhoff, Stefan Forster, Marc Weber, Roland Baar und Steuermann Peter Thiede aus dem zweitplatzierten Boot. Das Ergebnis in Tampere war der Weltmeistertitel für den Deutschland-Achter.
1997 siegten bei den Deutschen Meisterschaften Sebastian Thormann, Mark Kleinschmidt, Jochen Lerche, Robert Sens, Detlef Kirchhoff, Enrico Schnabel, Ulrich Viefers, Ike Landvoigt und Steuermann Peter Thiede. In der Weltcupsaison 1997 siegte der deutsche Achter in München und Luzern, dazwischen erreichte der Achter in Paris den dritten Platz. Bei den Weltmeisterschaften 1997 belegte der Achter in der gleichen Besetzung wie bei den Deutschen Meisterschaften den fünften Platz.